# Анри Валон
Анри Валон (на френски: Henri Wallon) е френски философ, лекар – патопсихолог, автор на теорията на емоциите.

## Биография
Роден е на 15 юни 1879 година в Париж, Франция. Той е възпитаник на Висшето педагогическо училище, специалист по философия (1902). През 1908 получава докторска степен по медицина с дисертация върху „Налудността за преследване“, по филология – с „Буйното дете“ (1925) и основава лаборатория по детска психология, която ръководи в продължение на двадесет и пет години. Веднага след края на Втората световна война подготвя с Пол Ланжвен проект за реформа на образованието, от който черпят идеи следващите реформи. В качеството си на почетен професор в Колеж дьо Франс, посвещава своите изследвания най-вече на психологията на детето, чието развитие, казва той, повлияно от биологичното съзряване и социалната среда, не е гладко, а осеяно с „кризи“, които всеки път водят до реорганизация на психобиологичните структури.
Основният му принос е теорията за емоциите. Той разглежда емоциите като физиологически факт, които имат обаче социален аспект, служейки на базисни адаптивни функции.
Умира на 1 декември 1962 година в Париж на 83-годишна възраст.